# Shelbina
Shelbina é uma cidade localizada no estado americano de Missouri, no Condado de Shelby.

## Demografia
Segundo o censo americano de 2000, a sua população era de 1943 habitantes.
Em 2006, foi estimada uma população de 1858, um decréscimo de 85 (-4.4%).

## Geografia
De acordo com o United States Census Bureau tem uma área de
6,0 km², dos quais 6,0 km² cobertos por terra e 0,0 km² cobertos por água. Shelbina localiza-se a aproximadamente 237 m acima do nível do mar.

## Localidades na vizinhança
O diagrama seguinte representa as localidades num raio de 24 km ao redor de Shelbina.